# Scipion Perier
Pour les autres membres de la famille, voir Famille Casimir-Perier.
Antoine-Scipion Perier (14 juin 1776 à Grenoble - 2 avril 1821 à Paris) est un banquier et industriel français.

## Biographie
Fils de Claude Perier, élève à l’École centrale de Grenoble en 1796, Scipion Perier devient administrateur de la Compagnie des mines d'Anzin en 1801. Il fonde la Banque Perier, Flory et Cie, à Paris, avec son frère Casimir, et en assure la direction.
Il prend part également à la fondation de la Compagnie royale d'assurances, de la Compagnie du Gaz, contribuant à l'introduction en France de l'éclairage au gaz, et de la Caisse d'épargne et de prévoyance, dont il devient l'un des dirigeants.
Perier dirige plusieurs raffineries de sucre, filatures, distilleries et fonderies parisiennes.
Il est régent de la Banque de France (siège VII) de janvier 1818 à sa mort. 
Il épouse Amélie-Louise-Sophie de Dietrich, fille du baron Jean de Dietrich et de Louise-Sophie von Glaubitz. Il est le beau-père de Ludovic Vitet et le grand-père de Hélène Perier-Vitet, mariée à son cousin, le président de la République Jean Casimir-Perier.

### Sources
- François-Xavier Feller, Biographie universelle, ou Dictionnaire historique des hommes qui se sont fait un nom par leur génie, leurs talents, leurs vertus, leurs erreurs ou leurs crimes, Volume 9, 1834
- Romuald Szramkiewicz, Les régents et censeurs de la Banque de France nommés sous le Consulat et l'Empire, 1974